# Vladimir Devidé
Vladimir Devidé (Zagreb 3. svibnja 1925. – Zagreb, 22. kolovoza 2010.) bio je hrvatski matematičar, japanolog, akademik i književnik te istaknuti promicatelj japanske kulture u Hrvatskoj.

## Životopis
Realnu gimnaziju polazio je u Zagrebu i maturirao je s odličnim uspjehom 1944. Na Građevinskom odsjeku, Konstruktorskom smjeru Tehničkog fakulteta u Zagrebu diplomirao je s odličnim uspjehom 1951. godine. Doktorski rad Jedna klasa grupoida obranio je na Prirodoslovno-matematičkom fakultetu Sveučilišta u Zagrebu 1956. godine. Habilitirao je na Tehničkom fakultetu u Zagrebu 1956.
Od 1952. do 1957. je asistent, a od 1957. do 1958. docent je na Elektrotehničkom fakultetu Sveučilišta u Zagrebu; od 1958. do 1960. je docent, od 1960. do 1965. je izvanredni profesor, a od tada pa do odlaska u mirovinu 1990. godine redoviti je profesor na Katedri za matematiku Strojarsko-brodograđevnog fakulteta Sveučilišta u Zagrebu.
Od 1973. izvanredni je član JAZU, a od 1990. je redoviti član HAZU. Niz godina bio je član Association for Symbolic Logic, SAD. Od 1975. član je Odbora za Orijentalne studije JAZU. Od 1970. je član Društva hrvatskih književnika te od 1981. P.E.N. Centra Hrvatske. Od 1991. član je Haiku International Association, Japan, a od 2000. član je i savjetnik World Haiku Association te od 1999. počasni predsjednik Društva hrvatskih haiku pjesnika i počasni član Njemačkog haiku društva.
Godine 1965. odlikovan je Ordenom rada sa zlatnim vijencem "za istaknute zasluge tijekom niza godina rada na području znanosti, kulture i prosvjete kao i za rezultate dobivene u odgoju stručnih i znanstvenih kadrova". Godine 1969. primio je republičku nagradu "Ruđer Bošković" za rezultate dobivene na području matematike. Godine 1982. primio je Nagradu grada Zagreba za cjelokupni matematički rad, literarni rad i za knjigu "Matematika kroz kulture i epohe". Godine 1977. primio je međunarodnu nagradu "Le Prix C.I.D.A.L.C" (Comité International pour la Diffusion des Arts et des Lettres par Cinema) za TV nastavni film "Matematika i umjetnost", za "njegovu stilsku uglađenost, upotrebu posebnih mogućnosti TV-medija i realizaciju koja na zorni i intuitivni način objašnjava međuovisnost između umjetnosti i znanosti".
Godine 1983. dodijeljeno mu je od japanske vlade carsko odlikovanje "Kun-san-tô Zuihôshô" (Orden svetoga blaga trećega stupnja) za zasluge u upoznavanju japanske kulture u nas. Godine 2003. primio je državnu nagradu Republike Hrvatske za životno djelo na području prirodnih znanosti (matematika). Godine 2004. primio je Priznanje japanskog Ministarstva prosvjete, kulture, športa, znanosti i tehnologije za istaknuti doprinos i međunarodno promicanje razumijevanja između Japana i Istočne Europe.
Od srpnja 1961. do ožujka 1963. boravio je na studijskom usavršavanju iz područja matematičkih znanosti na japanskim sveučilištima Tokyo Daigaku, Toritsu Daigaku, Kôgyô Daigaku i Rikkyo Daigaku. Godine 1968. je gostujući profesor na sveučilištu Monash u Melbourneu, Australija, a 1971. je gostujući profesor na sveučilištu Ohio State University u Columbusu, Ohio, SAD. Godine 1965. je na tromjesečnom studijskom boravku u matematičkom institutu "Albert Einstein" u Jeruzalemu, Izrael, na poziv Instituta. Godine 1981. boravi 6 mjeseci u Japanu kao korisnik stipendije japanske Fundacije za kulturne veze s inozemstvom. Na kraćim je studijskim boravcima bio 1959. na Matematičkom institutu Poljske akademije nauka; 1976. na Varšavskom sveučilištu; 1966. na Praškom sveučilištu i Akademiji znanosti; 1965. na sveučilištu u Zapadnom Berlinu. Hrvatski veleposlanik u Japanu, i sam pjesnik, dr. Drago Štambuk (2005.-2010.) u Osaki je pri Konferenciji o azijskoj literaturi Librasia (www.librasia.org) utemeljio nagradu za najbolji haiku na engleskom, a koju je nazvao "Vladimir Devide". Prvu Devideovu nagradu dr. Štambuk proglasio je u Osaki u travnju 2011. a dobitnik je bio američki haijin Jim Kacian.
Preminuo je 22. kolovoza 2010. godine u Zagrebu, u 86. godini života.

## Nepotpuna bibliografija

### Matematička djela
- Matematička logika 1964.
- 100 elementarnih, ali težih zadataka 1965.
- Zadaci iz apstraktne algebre 1971.
- Zbirka elementarnih ali težih zadataka 1972.
- Riješeni zadaci iz više matematike s repetitorijem I, II 1972., 1973.
- Uvod vo matematičkata logika 1973.
- "Stara" i "nova" matematika 1975.
- Matematika kroz kulture i epohe 1979.
- Na izvorima matematike 1979.
- Zabavna matematika 1988.
- Matematička čitanka, Školska knjiga, Zagreb, 1991.
- Gros matematičkih zadataka 1995.
- Iksnaiks 2000.

### Djela s područja japanologije
- Japanska haiku poezija i njen kulturnopovijesni okvir 1970.
- Japan - tradicija i suvremenost 1978.
- Japan - prošlost i budućnost u sadašnjosti 1978.
- Iz japanske književnosti 1985.
- Japan - poezija i zbilja 1987.
- Japan za djecu 1987.
- Japan - prošlost i budućnost u sadašnjosti 1988.
- Razgovori o haiku poeziji 1991.
- Zen 1992.
- Renge 1995.
- Antologija hrvatskoga haiku pjesništva 1996.
- Japanska haiku poezija i njen kulturnopovijesni okvir, Zagrebačka naklada, Zagreb, 2003. (ISBN 953-6996-17-0)
- Japan, monografija, Školska knjiga, Zagreb, 2006. (ISBN 978-953-0-61596-0)

### Književna djela
- Bijeli cvijet 1994.
- Antidnevnik prisjećanja 1995.
- Trenutak/The Moment 1997.
- Haibuni - riječ i slika 1997.

## Citati
Matematika je poput plemenite djevojke – uzvraća ljubav onome tko je razumije i voli.
Još je jedan poznati Devidéov citat koji spaja njegove dvije najdublje strasti – matematiku i poeziju:
Prava je matematika uvijek bila i lijepa, a prava je umjetnost uvijek bila i istinita.

## Vanjske poveznice
- Vladimir Devidé Hrvatska tehnička enciklopedija, portal hrvatske tehničke baštine. LZMK